# هانیبال مجبری
هانیبال مجبری (انگلیسی: Hannibal Mejbri؛ زادهٔ ۲۱ ژانویهٔ ۲۰۰۳) بازیکن فوتبال اهل تونس است که برای باشگاه منچستر یونایتد بازی می‌کند.
وی همچنین در تیم‌های ملی فوتبال زیر ۱۶ سال فرانسه، زیر ۱۷ سال فرانسه و تونس بازی کرده‌است.

## دوران نوجوانی
مجبری در ایوری سور سن فرانسه متولد شد و در سال ۲۰۰۹ به باشگاه پاریس پیوست.در سال ۲۰۱۶، گزارش شد که او توسط تعدادی از باشگاه های انگلیسی از جمله منچستریونایتد ، منچسترسیتی ، لیورپول و آرسنال مورد توجه قرار گرفته است سپس آنها مدت زمان زیادی را بر نظارت روی وی گذرانده اند.او مدتی را در آکادمی معتبر کلیر فونتین مشغول به تحصیل شد.در دسامبر ۲۰۱۹ او جایزه معتبر پانام بهترین بازیکن توسط مدیا پانامفوت فرانسوی را از آن خود کرد.

## عملکرد باشگاهی
علیرغم علاقه باشگاه های انگلیسی ،مجبری قبل از پیوستن به موناکو در سال ۲۰۱۸ با پرداخت مبلغ ۱ میلیون یورو ،دوران کوتاهی را با اتلتیک کلاب د بولونژ بیلانکورت داشت.علیرغم اینکه تحت بازی برای جوانان موناکو قرار داشت ،مجبری ظرف یک سال پس از امضای قرارداد از این باشگاه ناامید شد و والدین او ادعا کردند که تیم لیگ یک فرانسه توافقنامه قرارداد را نقض کرده است.در سال ۲۰۱۹ ،او توسط باشگاه هایی در سراسر اروپا از جمله قهرمانان آلمان ،فرانسه و اسپانیا، بایرن مونیخ ، پاری سن ژرمن و بارسلونا تحت پیگیری قرار گرفت.در ۱۱ آگوست ۲۰۱۹ ، منچستریونایتد در لیگ برتر در وب سایت خود اعلام کرد که با موناکو برای جذب مجبری به توافق رسیده اند و گفته می شود این جوان انتقال به سایر باشگاه های انگلیسی را رد کرده است.تصور می شد مبلغی که باشگاه منچستر پرداخت می کند حدود ۵ میلیون یورو باشد که احتمالاً به ۱۰ میلیون یورو اضافه می شود.
مجبری به سرعت وارد تیم های جوانان منچستریونایتد شد و با وجود ۱۷ سال سن، به تیم زیر ۲۳ سال رسید.مجبری اولین بازی خود را در تیم زیر ۲۱ ساله های منچستریونایتد مقابل سالفورد سیتی در جام قهرمانی اتحادیه ۲۱-۲۰۲۰ در ۹ سپتامبر ۲۰۲۰ انجام داد.او در مارس ۲۰۲۱ قرارداد جدیدی با یونایتد امضا کرد.در ۲۰ می ۲۰۲۱،او برنده جایزه بهترین بازیکن ذخیره دنزیل هارون شد.
مجبری اولین بازی خود را برای یونایتد در پیروزی ۲-۱ مقابل ولورهمپتون واندررز در آخرین بازی فصل لیگ برتر در ۲۳ مه ۲۰۲۱ انجام داد. او در دقیقه ۸۲ جانشین خوان ماتا شد.

## عملکرد بین المللی
مجبری ۱۲ بازی برای فرانسه در سطح زیر ۱۶ سال و سه بازی در سطح زیر ۱۷ سال انجام داد.او همچنین واجد شرایط نمایندگی تونس از طریق والدین خود است ،پدرش لطفی مجبری ،که گفته می شود در تونس بازی کرده است.
در می ۲۰۲۱ ،مجبری برای اولین بار به تیم ملی تونس فراخوانده شد و آینده بین المللی خود را متعهد به تولد والدینش کرد. او در ۵ ژوئن ۲۰۲۱ در پیروزی دوستانه ۱ بر ۰ مقابل جمهوری کنگو با پیراهن تونس بازی کرد.

## سبک بازی
نیکی بات، هافبک سابق تیم اصلی منچستریونایتد، مجبری را به دلیل مهارت های رهبری خود با دیوید بکهام و روی کین، هم تیمی های سابق خود مقایسه کرد. مربی نیل رایان نیز از مجبری تمجید کرده و گفته است که او امید زیادی به این بازی ساز جوان دارد.